# بوراک توزکوپاران
بوراک توزکوپاران (ترکی استانبولی: Burak Tozkoparan؛ زاده ۱۴ نوامبر ۱۹۹۲) یک بازیگر اهل ترکیه است. 

وی در شهر استانبول زاده شد و از سال ۲۰۱۱ فعالیت خود را آغاز کرد. وی علاوه بر بازیگری در یک گروه موسیقی به نام پروانه فعالیت می‌کند. بوراک توزکوپاران به علت بازی در گوزل در نقش اوزان معروف شد و در سال ۲۰۱۵ در سریال غنچه‌های زخمی به ایفای نقش علی پرداخت. و در سریال یکدل در سال ۲۰۱۹ ایفای نقش پرداخت و همچنین در سریال عشق در صدای تو وجود دارد و فیلم سینمایی او می‌توان عشق اینترنتی گفت و در سریال مست عشق نیز ایفای نقش داشت